# Raimundinho
Raimundinho, właśc. Raimundo Borges da Cruz (ur. 24 kwietnia 1937 w Salvadorze) – brazylijski piłkarz, występujący na pozycji napastnika.

## Kariera klubowa
Raimundinho występował w klubie Fluminense Feira de Santana.

## Kariera reprezentacyjna
W reprezentacji Brazylii Raimundinho zadebiutował 15 września 1957 w przegranym 0-1 meczu z reprezentacją Chile, którego stawką było Copa Bernardo O’Higgins 1957. Drugi i ostatni raz w reprezentacji wystąpił 18 września 1957 w zremisowanym 1-1 meczu z reprezentacją Chile.